# 希望之星ON型4WD
希望之星ON型4WD（日语：ホープスター・ON型4WD）乃是1967年由日本希望汽車開發的輕型車，也是日本首部國產的輕型四輪驅動越野車，更是鈴木Jimny的原型。也有人稱呼為希望之星ON360（ホープスターON360），目前日本僅存2輛。

## 歷史與概要
修車技工出身的小野定良於1951年創辦希望商會（後更名為希望汽車），1952年因應戰後經濟需求而推出輕型三輪貨車「希望之星（ホープスター）」，此車系堅固耐用，在市場上豎立口碑。不過競爭對手環伺，加上1961年發售的三輪「ST」、四輪「OT」等二種車款上改採富士汽車開發的356c.c.氣冷式二行程MA型水平對臥二缸引擎，其進、排氣閥門採用旋轉閥設計，詎料經實際使用後發現過了約1萬公里後旋轉閥容易出現損耗故障，且曲軸強度不足導致引擎損壞，許多消費者上門索賠而引發經營危機。
後來小野社長縮小經營規模，並轉進遊樂園機械設備的製造領域，才讓公司穩住腳步。不過小野仍未忘情於汽車製造，他考量到消費者能以輕型車駕照駕駛、穿梭於不平整的山野間等條件，造就這輛輕型四輪驅動車的出現。為了適應崎嶇不平的林野環境，H型底盤大樑化為3等分，引擎架於前方第1等分，其餘以手工方式製作。因為一開始就計劃向三菱重工業（彼時三菱汽車尚未拆分而出）兜售代工製造權，小野大量流用該公司的零件：動力心臟為359c.c.舌簧閥式二衝程直列二缸ME24D型引擎，缸徑62.0mm、衝程59.6mm、壓縮比7.8：1，最大馬力21ps / 5,500rpm，峰值扭力31.4 N·m / 3,500rpm。後車軸來自三菱Colt 1000，傳動系統流用三菱Minica，輪胎和三菱Jeep同樣採用6.00-16的規格。可惜的是三菱重工業見到希望汽車過去在ST、OT等車款銷售上的挫敗，斷然拒絕購入代工製造權。
即使如此，1967年12月仍發表上市，主要銷售對象是前往高山或積雪地區看診的醫生。希望汽車自三菱購入100具ME24D型引擎，其中有數輛被其他商社購入，計劃出口至東南亞市場。雖然為了行銷而拍攝了8毫米宣傳廣告，銷路卻始終低迷不振。小野定良改向鈴木汽車東京分公司兜售，因為該公司負責人便是小野的舊識、時任董事的鈴木修。鈴木對這款輕型四輪驅動車表現出極大的興趣，但公司內部反對聲浪頗大，「買下銷售不出去的車子的製造權做什麼？」、「純粹是社長的個人愛好」、「如果這種東西能夠大賣，我就在公司裡提著燈籠列隊歡迎祝賀」等負面批判紛紛出籠。鈴木不顧反對的聲音，以大約1千2百萬日圓的代價買斷製造權。1968年8月6日雙方簽訂合約時，除設計圖資料，外加以鈴木製引擎搭載5輛ON型4WD的新條件。
於是，以ON型4WD為雛形，1970年4月鈴木汽車發售第一代鈴木Jimny。

## 外部連結
- （日語）ホープ自動車ホープスターON360型 （页面存档备份，存于）